# HV BFC
BFC is een Nederlandse handbalvereniging in het Limburgse Beek. De vereniging is ontstaan uit een fusie tussen Blauw-Wit uit Neerbeek en Caesar uit Beek. De naam BFC staat voor Beekse Fusie Club en verwijst naar de fusie die in 1998 had plaatsgevonden.
Zowel het eerste dames- als herenteam speelde rond de eeuwwisseling op het hoogste niveau in de Nederlandse handbalcompetitie. In 2010 degradeerde het damesteam meerdere malen en trok het herenteam zich terug na het samenwerkingsverdrag in 2008 met Sittardia en V&L zich uit de eredivisie en degradeerde. Sindsdien probeerde BFC met een vernieuwde visie weer naar het hoogste niveau handbal te klimmen. In het seizoen 2022/2023, spelen zowel het eerste herenteam als het eerste damesteam in de eredivisie.

## Geschiedenis

### Baeker Bulls
In 2016 hadden jeugdspelers van BFC en de toenmalige hoofdcoach van het herenteam van BFC (Nick Onink) de supportersclub Baeker Bulls opgericht.

### Belgische jeugdcompetitie
In de afgelopen decennia vindt er terugloop plaats van de hoeveelheid heren-jeugdteams in Limburg, ook bij de herenkant van BFC bracht dit problemen op. In het seizoen 2017/2018 ging de heren A-jeugdteam niet uitkomen in een Nederlandse jeugdcompetitie van het NHV, maar in een jeugdcompetitie uit België. De reden was omdat volgens het bestuur van BFC geen fatsoenlijke jeugdcompetitie voor dit team was te vinden in binnen de Nederlandse handbalcompetities. De keuzes bestond uit; ver reizen naar Noord-Brabant, deelnemen aan de nationale A-jeugddivisie of in een jeugdcompetitie in België deelnemen, dat aanzienlijk dichterbij was en meer gestemd op het niveau van het team. De keuze viel op het laatste.
Na een jaar waar het niet mogelijk was om een heren A-jeugdteam op de been te krijgen door een tekort aan jeugdspelers, werd er gekozen om alle heren-jeugdteams (met uitzondering van tweede jeugdteams) te laten uitkomen in de Belgische competitie. Ook werd er besloten tot een verandering van de teamnamen van de heren-jeugdteams voor de Belgische competitie, wat betekende dat A-, B- en C-teams respectievelijk U19, U16 en U14 gingen heten. Vanaf 2020 kwamen de meeste herenteams weer uit in de Nederlandse competitie.

### Financiële problemen
In mei 2004 bekeerde BFC in grote financiële problemen doordat er een grote huurschuld van 35.000 euro bij de Exploitatie Stichting (beheerder van De Haamen) openstond. Hierdoor werden jeugdteams en seniorenteams geweigerd om gebruik te maken van de hallen van De Haamen. In overeenstemming met de gemeente werd de club gerant gesteld voor huurachterstand, op voorwaarde dat BFC het verschuldigde bedrag in vier jaarlijkse termijnen terugbetaalt. Als de club daarin slaagde, dan kon ze van de gemeente een financiële bonus tegemoet zien, die neerkomt op een aanzienlijke korting van de schuldenlast. Het schuldbedrag was deels nog een restant van de schuld die kwam door de fusie van Blauw Wit en Caesar, dat een bedrag van 100.000 euro was.

### Fusering
Handbalvereniging BFC is in 1998 ontstaan door een fusie van Blauw Wit uit Neerbeek en Caesar uit Beek. Organisatorisch, financieel en bestuurlijk werden de beide handbalverenigingen steeds vaker voor problemen gesteld die zelfstandig niet of nauwelijks opgelost konden worden. Caesar had eredivisiebehoud afgedwongen, waardoor in een kleine Beekse gemeenschap de concurrentie steeds groter zou worden. Daarnaast was het een wens van het gemeentebestuur te komen tot één handbalvereniging die op meer draagvlak binnen dat bestuur zou kunnen rekenen. Dit alles bracht in 1997 beide besturen bij elkaar en snel werd een projectgroep geformeerd onder voorzitterschap van de wethouder sport en cultuur de heer Constant Henssen. Op 16 april 1998 werd op een bijzondere ledenvergadering met een meerderheid van stemmen besloten tot het aangaan van een fusie tussen beide verenigingen. Per 1 juli 1998 was de fusie een feit. De naam Beeker Fusie Club kwam voort uit een wedstrijd om te komen tot een nieuwe naam. Een nieuwe hoofdsponsor (Cuypers) zorgde ervoor dat de kleuren geel-groen als clubkleuren van BFC geïntroduceerd werden. Voor de competitie bleek deze fusie geen enkel probleem te zijn. Hoewel beide verenigingen vertegenwoordigd waren in de eredivisie voor wat betreft de mannen en slechts één vereniging nog beschikte over een damesteam op hoog niveau leverde de fusie voor het NHV geen enkel probleem op.

### G-team en rolstoelteam
Binnen de vereniging zijn ook teams voor mensen met een handicap, namelijk het G-team (voor mensen met een verstandelijke beperking) en het rolstoelhandbalteam. In 2018 speelde het G-team zijn eerste internationale wedstrijd tegen het G-team van Belgische Uilenspiegel.

### Hal
Sinds het ontstaan van de vereniging speelt BFC zijn wedstrijden in sporthal De Haamen, waar ook Caesar en Blauw-Wit zijn wedstrijden speelden.

## Heren

### Geschiedenis

#### Constant in de eredivisie (1998-2008)
Na de fusering van de twee gemeenteconcurrenten begon BFC meteen in de eredivisie, omdat het herenteam van Blauw-Wit nog een team in de eredivisie had. Het team kwam onder leiding te staan van de Belgische trainer Jo Smeets. In deze jaren had BFC geen echte rol van betekenis kunnen hebben in de eredivisie. Ondanks Internationale aanvullingen waaronder twee Nigerianen (Ifeany Okpocha en Adeyemi George), en de Zweed Johan Lindahl, de Noor Frode Carlsson en de Macedoniër Blagoje Krstev wist het herenteam van BFC onder leiding van Smeets niet in de buurt van het landskampioenschap te komen. In het eerste seizoen wist BFC zich in de kampioenspoule te plaatsen, maar weet maar een van de acht wedstrijden te winnen en belandde op de laatste plaats in de kampioenspoule. Het seizoen erna weet het team de zesde plek te bemachtigen, waardoor het team in de degradatiepoule belandt. Tevens in dit seizoen behaalde BFC-speler Maik Onink de zesde plek voor Nederlands handballer van het jaar.
Bij aanvang van het seizoen 2000/2001 vertrok na lang twijfelen Maik Onink naar Sittardia. Tevens vertrokken David Polfliet, Tom Quintiens, Marcel Eurelings en Bart Voogels bij BFC. Voor deze vijf vertrekkende spelers werden ook vijf nieuwe spelers aangetrokken. Björn Alberts vanuit Duitsland, Dennis Mennens van Sporting Neerpelt, Gerben Dijkstra van Bevo HC, Steven Lichteveld van V&L en Iwein Delanghe van Sporting Neerpelt. In dit seizoen belandde BFC in de degradatiepoule na het behalen van de zevende plaats in de reguliere competitie. In de degradatiepoule weet het herenteam degradatie te voorkomen door in de degradatiepoule de derde plek te bemachtigen. Aan het eind van het seizoen vertrok hoofdtrainer Jo Smeets, hij werd het opvolgende seizoen opgevolgd door Maurice Canton die overkwam van het tweede team van Sittardia.
Naast Canton, kwamen meerdere spelers vanuit andere clubs het herenteam van BFC versterken. Zo kwam Lambert Schuurs via een zijstap bij Sporting Neerpelt terecht bij BFC. Ook kwam Maik Onink weer terug naar BFC na een jaar bij Sittardia. Tevens kwam Barry Vereijssen mee naar BFC en ging Dick Mastenbroek weer een jaar onder de lat bij BFC staan. Ook werd op het laatste moment de overgang van Guy Peters naar Sittardia stopgezet, waardoor Peters bij BFC bleef. Van V&L kwamen Roel Rothkrans en Remko Sonnemans. Deze spelers moesten het vertrek van Dennis Mennens, Björn Alberts, Blagoje Krstev, Bart Hofmeyer, Arjan Olsen en Gerben Dijkstra opvangen. In het seizoen 2001/2002 weet BFC zich te plaatsen voor de kampioenspoule, maar belandt als laatste in de kampioenspoule met slechts één overwinning.
Aan het begin van het seizoen 2002/2003 vertrokken Iwein Delanghe en Steven Lichteveld naar België en ging Barry Vereijssen terug naar Sittardia. Tevens stopt Dick Mastenbroek definitief met handbal door lichamelijke ongemakken en vertrok Rob Beaumont naar Aalsmeer. Daarentegen keerde Bart Voogles weer terug naar BFC en kwamen gebroeders Bart en Roel Leenen van Blerick naar BFC. Na enkele maanden na de start van het seizoen stopt Maurice Canton als hoofdcoach van BFC vanwege gezondheidsproblemen. Na een kleine tussenpauze van met Edgar Kuijpers als interim-trainer, werd Jan Majoor de nieuwe hoofdcoach van het herenteam. Onder leiding van Majoor weet BFC zich niet te plaatsen voor de kampioenspoule.
Het volgende seizoen werd BFC versterkt door de Maltezer Dragan Jovanov, de Belg Immanuel Verhoeven en de Hongaar Istvan Bodnar. Richard Curfs en Ralph Kerckhofs vertrokken naar Sittardia bij aanvang van het seizoen. Tevens vertrokken Bart Eijkenboom naar Maasmechelen '65 en Bart Voogels naar Sporting Neerpelt. Door het tussentijdse vertrek van Jan Majoor in het najaar van 2003, werd Lambert Schuurs samen met Istvan Bodnar tijdelijk coach van de herenteam. Wederom weet het herenteam zich niet te plaatsen voor de kampioenspoule, in de degradatiepoule weet het team wel de eerste plaats te halen.
Ondertussen in het nieuwe seizoen is Lou Reubsaet (voorheen vele jaren coach geweest van Caesar) overgekomen van de dames van V&L om het herenteam van BFC te gaan trainen. Hiernaast vertrokken Istvan Bodnar, Guy Peters, Dragan Jovanov, Immanuel Verhoeven, Remco Sonnemans naar andere clubs. Ook in het seizoen 2004/2005 weet BFC zich niet te plaatsen voor de kampioenspoule, maar weet wel weer als eerste te eindigen in de degradatiepoule. In het seizoen 2005/2006, waar in het begin van het seizoen de gebroeders Leenen en Roel Rothkrans naar andere Limburgse clubs vertrokken, Tim Mullens naar het Duitse SG Sollingen vertrok en Nicky Verjans naar HSG Nordhorn, weet BFC zich na de reguliere competitie te plaatsen voor de eerste ronde in voor het landskampioenschap, maar strandde in deze ronde en maakte geen kans meer op het landskampioenschap.
Voor het seizoen 2006/2007 kreeg BFC te maken met het vertrek van Lambert Schuurs die weer terugging naar Sittardia, Davy Veraghtert die vertrok Haacht en Lou Reubsaet die stopte als trainer. Oud-doelman Gerrit Stavast ging als nieuwe trainer aan de slag met de ploeg. Ook kwam bij aanvang van het seizoen enkele nieuwe spelers, namelijk routiniers Harold Nüsser en Eric Eussen, en enkele jongere spelers zoals de Duitser Bastian Dörenkämper en de Macedoniër Goran Cavejski. In de reguliere competitie weet BFC verrassend de derde plek te bemachtigen, maar wist niet in de eerste ronde voor het kampioenschap zich te kunnen plaatsen voor de tweede ronde.
In de zomer van 2007 vertrek trainer Gerrit Stavast naar Sporting Neerpelt. Daarnaast vertrokken Bastian Dörenkämper naar Volendam, Martijn Meij vertrekt naar vele jaren bij BFC naar Hasselt en ging Goran Cavejski naar Sittardia. Als nieuwe trainer werd Harold Nüsser aangesteld, die afgelopen seizoen stopte als actief handballer. Tevens werd jeugdtalent Iso Sluijters van PSV aangetrokken en Tom Wismans van Bevo HC. Wederom weet BFC zich te plaatsen voor de eerste ronde voor het landskampioenschap, maar weet zich niet te kwalificeren voor de tweede ronde.
Tevens had BFC in deze jaren landelijke bekercompetitie de finalewedstrijden niet kunnen spelen noch kunnen deelnemen aan een Europees bekertoernooi.

#### Tophandbal Zuid-Limburg (2008-2016)
In 2007 sloegen BFC, Sittardia en V&L de handen in elkaar om het handbal niveau in Limburg te behouden. In 2007 ontstond het plan Tophandbal Zuid-Limburg wat uit twee team bestond, Limburg Lions (het topteam) en de Limburg Wild Dogs (het talententeam, dat na één seizoen opgeheven werd en werd het tweede team van de Lions). Het eerste herenteam van BFC kon hierdoor niet meer deelnemen in de eredivisie en degradeerde hierdoor naar de hoofdklasse om de plek van het tweede team in te nemen, maar door een te grote leegloop bij de club was het niet mogelijk om een representatief team op de been te krijgen om op dit niveau uit te komen. Vele spelers van BFC vertrokken naar diverse andere clubs die niet deelnamen uit het nieuwe topteam of talententeam. Zo vertrokken Rob Beaumont en Maik Onink naar Achilles Bocholt, Luke Habets naar Houthalen, Thijs van Leeuwen naar Bevo HC, Tom Wismans naar Sporting Neerpelt en Joeri Verjans en Iso Sluijters naar E&O. Richard Curfs, Eric Eussen en Nick Onink stopte met handballen op hoog niveau en coach Harold Nüsser ging samen met assistent-coach Paul Verjans aan de slag bij Haacht. Sindsdien richtte BFC zich meer op het creëren van talent in de jeugd.
Ondertussen speelde het nieuwe eerste team van BFC helemaal opnieuw in de laagste regionale klassen in Limburg. Na promotie uit de provinciale eerste klasse in 2010, weet het team in het seizoen 2010/2011 onder begeleiding van coach Richard Curfs weer te promoveren naar de nationale competitie, door als tweede te eindigen in de regioklasse. Na het behalen van een stabiele resultaten in de tweede divisie, verliet Richard Curfs als coach BFC om de heren van Loreal te coachen en werd opgevolgd door Guido Janssen. Onder leiding van Guido Janssen weet het team zich binnen drie seizoenen richting een promotie naar de eerste divisie te werken.

#### Einde samenwerkingsverdrag en promotie naar eredivisie (2016-heden)
In seizoen 2015/16 werd BFC tweede in de tweede divisie B en promoveerde daardoor naar de eerste divisie, maar door het samenwerkingsverdrag van Tophandbal Zuid-Limburg mocht BFC niet promoveren. Dit was omdat het eerste herenteam van Sittardia al in de eerste divisie speelde. Het Nederlands Handbal Verbond liet niet toe dat twee teams die onderling samenwerkte in een de eerste divisie zaten. Het bestuur van BFC had toen de beslissing genomen om het samenwerkingsverdrag Tophandbal Zuid-Limburg met V&L en Sittardia te verbreken om toch te kunnen promoveren naar de eerste divisie. Het eerste seizoen in de eerste divisie weet BFC onder leiding van de nieuwe trainer Nick Onink meteen bovenaan het klassement te eindigen. Op zaterdag 18 maart 2017 speelde BFC de kampioenswedstrijd tegen het Apeldoornse AHV Achilles. BFC werd kampioen van de eerste divisie en promoveerde dus na negen jaar terug naar de eredivisie.
Ondertussen versterkt met spelers zoals Rik Elissen en Bijan Houben, wist BFC de eerste twee seizoenen zich te veiligstellen tegen degradatie. Tijdens het seizoen 2018/2019 werd BFC één seizoen versterkt met twee ervaren spelers die vóór het ontstaan van Limburg Lions ook bij het eerste team van BFC speelde, namelijk Luke Habets en Joeri Verjans. Ook kwam vanuit V&L Ruben Heuvelsland de eredivisieploeg één seizoen helpen.
Op 1 februari 2019 werd bekend dat Maurice Canton de nieuwe trainer en coach van de herenselectie werd, hij volgde na drie jaar Nick Onink op. Bij aanvang van het seizoen 2019/2020 nam BFC Jordi Govaarts over van Sasja en ging Freek Janssen weer één seizoen onder de lat staan, die al eerder na afloop van het seizoen 2017/2018 stopte met zijn actieve handbalcarrière. Tijdens dit seizoen wist het team van BFC zich bijna te plaatsen voor een plek in best-of-five voor plek in de BENE-League, maar kwam door een te laag doelsaldo onder Quintus en E&O terecht in de reguliere competitie. Desondanks was eventuele promotie mogelijk door afgelaste competitie door de coronacrisis in Nederland. Houten, toen uitkomend in de BENE-League, had het verzoek ingediend om te terugkeren naar de eredivisie. Daarnaast hadden Quintus en E&O al aangeven niet te willen promoveren naar de BENE-League. Het NHV had toen de keus gegeven aan BFC of het herenteam interesse had om te promoveren, echter was de financiële situatie bij de handbalvereniging niet wenselijk voor promotie naar de BENE-League. Zodoende werd er besloten om niet te promoveren.
Bij aanvang van het nieuwe seizoen 2020/2021 sloot Jordi Cremers en Martijn Meijer van Achilles Bocholt zich aan bij de herenselectie en stopte Freek Janssen definitief met handbal op hoog niveau en werd keeperstrainer. Het tweede herenteam van BFC promoveerde door de coronacrisis naar de eerste divisie. De laatste keer dat het tweede team dit niveau speelde was in het eerste seizoen na de fusie, namelijk 1998/1999.

### Selectie
Selectie voor het seizoen 2022/2023
| Nr.          | Naam             | Nationaliteit | Vorige club           |
| ------------ | ---------------- | ------------- | --------------------- |
| Keepers      |                  |               |                       |
| 1            | Jordi Govaarts   | Nederland     | KV Sasja HC           |
| 16           | Dani Lemmens     | Nederland     | ESC '90               |
| 32           | Quillan Kuipers  | Nederland     | Limburg Lions (jeugd) |
| Hoekspeler   |                  |               |                       |
| 2            | Stef Schoonbrood | Nederland     | Sittardia (jeugd)     |
| 4            | Sem Crombag      | Nederland     | Eigen jeugd           |
| 9            | Vasco Vonk       | Nederland     | Limburg Lions (jeugd) |
| 11           | Ryan Houben      | Nederland     | Limburg Lions 2       |
| Opbouwspeler |                  |               |                       |
| 7            | Lou Peters       | Nederland     | Vlug en Lenig         |
| 12           | Jeroen Croonen   | Nederland     | Eigen jeugd           |
| 15           | Mika de Wilde    | Nederland     | Bevo HC               |
| 22           | Kjeld Dekker     | Nederland     | DFS Arnhem            |
| 25           | Alain Eurelings  | Nederland     | Eigen jeugd           |
| 28           | Martijn Meijer   | Nederland     | Achilles Bocholt      |
| Cirkelspeler |                  |               |                       |
| 5            | Jibbe Nanning    | Nederland     | Sittardia (jeugd)     |
| 8            | Steffan Lemmens  | Nederland     | ESC '90               |
| 10           | Jordi Cremers    | Nederland     | Achilles Bocholt      |
| 18           | Koen Vliegen     | Nederland     | Eigen jeugd           |

Technische staf
| Functie        | Naam              | Nationaliteit |
| -------------- | ----------------- | ------------- |
| Trainer/coach  | Richard Curfs     | Nederland     |
| Begeleider     | Kay Jonkhout      | Nederland     |
| Keeperstrainer | Thijs van Leeuwen | Nederland     |

### Voormalige selecties
1. Jordi Govaarts ·
2. Stef Schoonbrood ·
3. Sem Crombag ·
5. Jibbe Nanning ·
6. Jur Eussen ·
7. Leo Peters ·
8. Steffan Lemmens ·
9. Vasco Vonk ·
10. Jordi Cremers ·
11. Ryan Houben ·
12. Jeroen Croonen ·
15. Koen Vliegen ·
16. Dani Lemmens ·
22. Kjeld Dekker ·
25. Alain Eurelings ·
28. Martijn Meijer ·
32. Quillan Kuipers ·
33. Lars Boers ·
Coach:  Jo Smeets
· Assistent-coach: Martijn Meij
1. Jordi Govaarts ·
2. Stef Schoonbrood ·
3. Dimi Keltjens ·
4. Stan Dohmen ·
6. Rik Elissen ·
7. Steffan Lemmens ·
8. Teun Lemmens ·
10. Jordi Cremers ·
11. Ryan Houben ·
12. Jeroen Croonen ·
14. Jur Eussen ·
15. Koen Vliegen ·
16. Dani Lemmens ·
19. Tim Vorstenbosch ·
20. Ivo Elissen ·
28. Martijn Meijer ·
32. Quillan Kuipers ·
Coach: Maurice Canton
· Assistent-coach: Martijn Meij
1. Freek Janssen ·
2. Stef Schoonbrood ·
3. Dimi Keltjens ·
4. Stan Dohmen ·
5.  Samy Abdelkader ·
6. Martijn Meijer  ·
7. Rik Elissen ·
8. Teun Lemmens ·
9. Martijn Simons ·
11. Joep Welzen ·
12. Jeroen Croonen ·
13. Steffan Lemmens ·
15. Koen Vliegen ·
16. Dani Lemmens ·
19. Tim Vorstenbosch ·
20. Ivo Elissen ·
22. Jordi Cremers ·
25. Quillan Kuipers ·
32. Jordi Govaarts  ·
Coach: Maurice Canton
· Assistent-coach: Martijn Meij
1. Freek Janssen ·
3. Dimi Keltjens ·
4. Stan Dohmen ·
6. Rik Welzen ·
7. Rik Elissen ·
8. Teun Lemmens ·
9. Aaron Clignet ·
10. Rowan Boers ·
11. Joep Welzen ·
12. Jeroen Croonen ·
13. Gian Schmitz ·
14. Frank Beaumont ·
15. Koen Vliegen ·
16. Dani Lemmens ·
18. Glenn Nijsten ·
19. Tim Vorstenbosch ·
20. Ivo Elissen ·
32. Jordi Govaarts ·
Coach: Maurice Canton
· Assistent-coach: Martijn Meij
1. Emiel Koetsenruyter ·
2. Robin Verjans ·
3. Dimi Keltjens ·
4. Stan Dohmen ·
5. Robin Heuvelsland ·
6. Rik Welzen ·
7. Rik Elissen ·
8. Teun Lemmens ·
9. Aaron Clignet ·
10. Thijs Paquay ·
11. Joep Welzen ·
12. Jeroen Croonen ·
13. Gian Schmitz ·
14. Frank Beaumont ·
15. Koen Vliegen ·
16. Dani Lemmens ·
17. Luke Habets ·
18. Glenn Nijsten ·
19. Tim Vorstenbosch ·
20. Ivo Elissen ·
22. Joeri Verjans ·
32. Ralf Lemmens ·
Coach: Nick Onink
· Assistent-coach: Martijn Meij
1. Freek Janssen ·
2. Robin Verjans ·
3. Dimi Keltjens ·
4. Stan Dohmen ·
5. Simon Greven ·
6. Rik Welzen ·
7. Rik Elissen ·
8. Teun Lemmens ·
9. Aaron Clignet ·
10. Thijs Paquay ·
11. Joep Welzen ·
12. Jeroen Croonen ·
13. Ivo Elissen ·
14. Frank Beaumont ·
16. Emiel Koetsenruyter ·
17. Tim Vorstenbosch ·
18. Erwin Jacobs ·
19. Bijan Houben ·
32. Bram Hermans ·
Coach: Nick Onink
· Assistent-coach: Martijn Meij
1. Freek Janssen ·
2. Robin Verjans ·
3. Dimi Keltjens ·
4. Stan Dohmen ·
5.  Tristan Boiten ·
6. Rik Welzen ·
7. Stef Hooghiem ·
8. Teun Lemmens ·
9. Aaron Clignet ·
11. Joep Welzen ·
12. Jeroen Croonen ·
13. Ivo Elissen ·
14. Frank Beaumont ·
15. Glenn Nijsten ·
16. Ruud Bogman ·
17. Tim Vorstenbosch ·
18. Erwin Jacobs ·
32. Bram Hermans ·
Coach: Nick Onink
· Assistent-coach: Martijn Meij
1.  Florian Heine ·
2. Robin Verjans ·
3. Dimi Keltjens ·
4. Stan Dohmen ·
6. Rik Welzen ·
7. Stef Hooghiem ·
8. Teun Lemmens ·
9. Aaron Clignet ·
10. Jeff Sipers ·
11. Joep Welzen ·
12. Jeroen Croonen ·
13. Ivo Elissen ·
14. Frank Beaumont ·
15. Glenn Nijsten ·
16. Ruud Bogman ·
17. Tim Vorstenbosch ·
25. Ryan Vroemen ·
Coach: Guido Janssen
1.  Florian Heine ·
2. Roelof van der Westen ·
3. Yannink Bannink ·
4. Stan Dohmen ·
5. Mats Pastoor ·
6. Rik Welzen ·
7. Stef Hooghiem ·
9. Aaron Clignet ·
10. Jeff Sipers ·
11. Joep Welzen ·
12. Dimi Keltjens ·
14. Kaz Burlet ·
15. Glenn Nijsten ·
16. Ruud Bogman ·
17. Tim Vorstenbosch ·
20. Ivo Elissen ·
25. Ryan Vroemen ·
Coach: Guido Janssen
1.  Florian Heine ·
2. Roelof van der Westen ·
3. Mitch Nijsten ·
4. Stan Dohmen ·
5. Mats Pastoor ·
6. Rik Welzen ·
8. Glenn Nijsten ·
9. Jim Hartsema ·
10. Jeff Sipers ·
11. Joep Welzen ·
14. Kaz Burlet ·
16. Ruud Bogman ·
20. Ivo Elissen ·
29. Dimi Keltjens ·
61. Ralph Beaumont ·
73. Yannink Bannink ·
77. Teun Lemmens ·
Coach: Guido Janssen
2. Roelof van der Westen ·
6. Rik Elissen ·
7. Bart Gelissen ·
8. Glenn Nijsten ·
9. Michiel Heijmans ·
10. Jeff Sipers ·
11. Joep Welzen ·
16. Ruud Bogman ·
20. Ivo Elissen ·
61. Ralph Beaumont ·
73. Dennis Vlijm ·
77. Doug van Leeuwen ·
Coach: Richard Curfs
· Assistent-coach: Fred Kerbusch
1. Freek Janssen ·
2. Roelof van der Westen ·
4. Serge Heijnen ·
5. Glenn Nijsten ·
7. Bart Gelissen ·
8. Ivo Elissen ·
9. Michiel Heijmans ·
10. Jeff Sipers ·
11. Joep Welzen ·
12. Ralph Beaumont ·
19. Doug van Leeuwen ·
20. Guy Peters ·
87. Teun Lemmens ·
Coach: Richard Curfs
· Assistent-coach: Fred Kerbusch
2. Ivo Elissen ·
4. Serge Heijnen ·
5. Frank Beaumont ·
7. Bart Gelissen ·
8. Joshua Ramakers ·
9. Michiel Heijmans ·
10. Jeff Sipers ·
11. Joep Welzen ·
12. Ralph Beaumont ·
16. Ruud Bogman ·
18. Arno Wingen ·
19. Doug van Leeuwen ·
20. Guy Peters ·
21. Emiel Koetsenruijter ·
27. Thijs Paquay ·
Coach: Richard Curfs
· Assistent-coach: Fred Kerbusch
Joep Beaujean ·
Rob Beaumont ·
Richard Curfs ·
Eric Eussen ·
Luke Habets ·
Thijs van Leeuwen ·
Freek Janssen ·
Maik Onink ·
Nick Onink ·
Bart Pepels ·
Christian Peters ·
Iso Sluijters ·
Joeri Verjans ·
Roger Wintraecken ·
Tom Wismans ·
Coach: Harold Nüsser
Rob Beaumont ·
 Goran Cavejski ·
Richard Curfs ·
 Bastian Dörenkämper ·
Eric Eussen ·
Bart Gelissen ·
Roelant Gerrits ·
Luke Habets ·
Freek Janssen ·
Thijs van Leeuwen ·
Martijn Meij ·
Rutger Mey ·
Harold Nüsser ·
Maik Onink ·
Nick Onink ·
Christian Peters ·
Job Sinkeldam ·
Joeri Verjans ·
Bengt Verhoeven ·
Roger Wintraecken ·
Coach: Gerrit Stavast
· Assistent-coach: Paul Verjans
Rob Beaumont ·
Tim Bohnen ·
Pieter Brouns ·
Richard Curfs ·
Ken van Hasselt ·
Thijs van Leeuwen ·
Martijn Meij ·
Dennus Mennus ·
Maik Onink ·
Nick Onink ·
Paul Peeters ·
Lambert Schuurs ·
 Davy Veraghtert ·
Joeri Verjans ·
Coach: Lou Reubsaet
Rob Beaumont ·
Luke Habets ·
Peter Kamps ·
Bart Leenen ·
Roel Leenen ·
Martijn Meij ·
Thijs van Leeuwen ·
Tim Mullens ·
Maik Onink ·
Roel Rothkrans ·
Lambert Schuurs ·
Quirins van Son ·
 Davy Veraghtert ·
Nicky Verjans ·
Roger Wintraecken ·
Coach: Lou Reubsaet
1. Bart Leenen ·
2. Tim Mullens ·
3.  Immanuel Verhoeven ·
4. Rob Beaumont ·
5. Roel Leenen ·
6. Martijn Meij ·
7.  Dargan Jovanov ·
8. Lambert Schuurs ·
9. Michel Heijmans ·
10. Remko Sonnemans ·
12. Thijs van Leeuwen ·
13. Mark Proosten ·
14. Roel Rothkrans ·
15.  Istvan Bodnar ·
17. Maik Onink ·
19. Roger Wintraecken ·
20. Guy Peters ·
22. Nicky Verjans ·
Coach: Jan Majoor
· Assistent-coach: Edgard Kuypers
1. Bart Leenen ·
2. Tim Mullens ·
3. Richard Curfs ·
4. Ralph Kerckhoffs ·
5. Roel Leenen ·
6. Martijn Meij ·
8. Lambert Schuurs ·
10. Remko Sonnemans ·
11. Bart Voogels ·
12. Ruud Bogman ·
13. Mark Proosten ·
14. Roel Rothkrans ·
16. Ruud Bogman ·
17. Maik Onink ·
19. Roger Wintraecken ·
20. Guy Peters ·
22. Bart Eykenboom ·
Coach: Maurice Canton  Jan Majoor
· Assistent-coach: Edgar Kuypers
1. Dick Mastenbroek ·
2. Tim Mullens ·
3. Richard Curfs ·
4. Ralph Kerckhoffs ·
5. Steven Lichteveld ·
6. Barry Vereijssen ·
7.  Iwein Delanghe ·
8. Lambert Schuurs ·
9. Roger Wintraeken ·
12. Bart Eykenboom ·
14. Roel Rothkrans ·
17. Maik Onink ·
20. Guy Peters ·
Coach: Maurice Canton
· Assistent-coach: Paul Verjans
Björn Alberts ·
Richard Curfs ·
 Iwein Delanghe ·
Gerben Dijkstra ·
Bart Eijkenboom ·
Bart Hofmeyer ·
Ralf Kerkhoffs ·
 Blagoje Krstev ·
Steven Lichteveld ·
Dennis Mennens ·
Tim Mullens ·
Guy Peters ·
Roy Reusaet ·
Coach:  Jo Smeets
Richard Curfs ·
Bart Eijkenboom ·
Marcel Eurelings ·
Bart Hofmeyer ·
Ralf Kerkhoffs ·
 Blagoje Krstev ·
Maik Onink ·
Guy Peters ·
 David Polfliet ·
 Tom Quintiens ·
Roy Reusaet ·
Bart Voogels ·
Coach:  Jo Smeets
1. Dick Mastenbroek ·
2. Guy Peters ·
3. Richard Curfs ·
4. Ralph Kerkhoffs ·
5. Roy Reubsaet ·
6.  Adeyemi George ·
8. Maik Onink ·
9. Niek Storken ·
10. Marcel Eurelings ·
11. Marco Hauben ·
12. Bart Sillen ·
13. Bart Hofmeyer ·
14.  Johan Lindahl ·
15.  Ifeany Okpocha ·
17. Maurice Muris ·
18. Fred Kerbusch ·
19. Arjan Olsen ·
20. Swen Kikken ·
21. Michiel Heijmans ·
23. Hans Kerbusch ·
Coach:  Jo Smeets

## Dames

### Geschiedenis

#### Beginjaren onder Lou Reubsaet (1998-2002)
Na de fusering werden de dames van BFC geleid door Lou Reubsaet, die na enkele jaren gevraagd werd om het roer bij V&L over te nemen. Op dat moment waren de dames redelijk succesvol en behaalden ook toen net niet het eredivisieschap. Bij het vertrek van Reubsaet kozen ook enkele speelsters voor een carrière bij V&L; waardoor BFC enerzijds op zoek moest naar nieuwe talenten en anderzijds zich nieuwe meiden kwamen aanmelden. Na een korte tussenpauze door Hans Sonnemans, nam Frank Jacobs de leiding over.

#### Promotie, bekerfinale en Europees handbal (2002-2010)
Onder de leiding van Frank Jacobs lukte het de dames van BFC om na twee pogingen in twee seizoenen uiteindelijk te promoveren naar het hoogste niveau. In seizoen 2005/2006 stonde de dames van BFC in de bekerfinale van Nederland tegen Quintus. BFC verloor de finale met 30-20, maar omdat Quintus landskampioenkampioen werd plaatste BFC zich voor de Cup Winners' Cup. Hierna verliet Frank Jacobs na vier seizoenen de club. Hij werd opgvolgd door Ingrid Segers die in seizoen 2006/2007 met het damesteam de voorrondes van de Cup Winners' Cup speelde.
| Seizoen | Competitie       | Ronde | Land            | Club            | Totaalscore | 1e W    | 2e W    |
| ------- | ---------------- | ----- | --------------- | --------------- | ----------- | ------- | ------- |
| 2006/07 | Cup Winners’ Cup | 3R    | Vlag van Spanje | AKABA Bera Bera | 74 - 33     | 42 - 17 | 32 - 16 |

Hierna heeft zowel de heren- als de dameskant zich niet meer kunnen plaatsen voor een Europees toernooi.

#### Degradatie en verjonging (2010-2020)
Na vijf seizoenen in de eredivisie, degradeerde het damesteam in 2010 ten koste van Bevo HC naar de eerste divisie. Degradatie na degradatie volgde hierna voor de dames. BFC verjongde het team en in 2014/15 promoveerde de dames uit de hoofdklasse en na drie seizoenen uit de tweede divisie. In het seizoen 2018/19 speelde de dames weer in de eerste divisie, onder leiding van Karin Damoiseaux en Fred Kerbusch wist het team de tiende plaats te halen. In het seizoen werd na elf jaar Eefje Huijsmans terug bij BFC. Het seizoen hierna kon het team meedoen met de strijd om de promotie, maar beland in de reguliere competitie onder Fortissimo en Kwiek. Desondanks was promotie nog mogelijk omdat BFC als vervangende periodekampioen kon meedoen met de nacompetitie. Echter werd door de coronacrisis in Nederland besloten om de competitie niet te hervatten, wel bestond er een mogelijkheid om het verzoek te indienen om vrijwillig te promoveren. Zodoende was de mogelijkheid voor het eerste damesteam om te kunnen promoveren naar de eredivisie.

#### Terug in eredivisie (2020-heden)
Na tien jaar keerde het eerste damesteam van BFC naar de eredivisie. Het seizoen 2020/21 was voor de dames van BFC na drie wedstrijden voorbij. Na een gelijkspel tegen Fortissimo beëindigde het NHV alle competitie. Het gelijkspel was het enige punt die behaald is door de dames. In april wilde het NHV een doorstart met een alternatieve competitie. BFC weigerde om deel te nemen aan de competitie, de kosten die gevraagd werden om tijdens de coronapandemie om te gaan trainen en wedstrijden te spelen te hoog. Hierdoor was BFC verzekerd van nog een jaar eredivisie. In mei 2021 kondigde Karin Damoiseaux om de dames selectie te verlaten. De opvolger van Damoiseaux werd Harold Nüsser die het seizoen daarvoor de trainer/coach van het tweede herenteam van de Lions afkomt.

### Selectie
Selectie voor het seizoen 2022/2023.
| Nr.           | Naam               | Nationaliteit                 | Vorige club           |
| ------------- | ------------------ | ----------------------------- | --------------------- |
| Keepers       |                    |                               |                       |
| 16            | Reineke Bongaerts  | Nederland                     | Eigen jeugd           |
| 21            | Aniek Bemelmans    | Nederland                     | MIC                   |
| Hoekspelers   |                    |                               |                       |
| 2             | Aniek Damoiseaux   | Nederland                     | Eigen jeugd           |
| 9             | Len Hendrix        | Nederland                     | Eigen jeugd           |
| 11            | Nieke Curfs        | Nederland                     | Eigen jeugd           |
| 18            | Fien van Kan       | Nederland                     | Eigen jeugd           |
| Opbouwers     |                    |                               |                       |
| 4             | Ravie In de Braekt | Nederland                     | Vlug en Lenig         |
| 6             | Lieve Sanders      | Nederland                     | Vlug en Lenig         |
| 8             | Mila Crombag       | Nederland                     | Eigen jeugd           |
| 10            | Caitlín Wouters    | Verenigd Koninkrijk Nederland | ISI                   |
| 13            | Mirre Cremers      | Nederland                     | Eigen jeugd           |
|               | July Sijstermans   | Nederland                     | Eigen jeugd           |
| 15            | Kiek Eussen        | Nederland                     | Vlug en Lenig (jeugd) |
| Cirkelspelers |                    |                               |                       |
| 5             | Ieke Cremers       | Nederland                     | Eigen jeugd           |
| 19            | Luka Vorstenbosch  | Nederland                     | Eigen jeugd           |

Technische staf
| Functie         | Naam             | Nationaliteit |
| --------------- | ---------------- | ------------- |
| Trainer/coach   | Irina Pusic      | Nederland     |
| Assistent-coach | Karin Damoiseaux | Nederland     |
| Keeperstrainer  | Dick Mastenbroek | Nederland     |

### Voormalige selecties
1. Jane van der Helm ·
2. Aniek Damoiseaux ·
3. Fien van Kan ·
4. Femke Houtvast ·
6. Jaimy Habets ·
7. Annike Noordink ·
8. Balou Stassen ·
9. Len Hendrix ·
10.  Caitlín Wouters ·
11. Nieke Curfs ·
13. Mirre Cremers ·
14. Iyem Pelzer ·
15. Kiek Eussen ·
16. Melissa Beaumont ·
17. Luka Vorstenbosch ·
19. Lissy Janssen ·
20. Naomi Starmans ·
21. Aniek Bemelmans ·
Yvette Janssen  ·
Coach: Harold Nüsser
· Assistent-coach: Nick Onink
1. Sanne Hekking ·
2. Manon Nicolaes ·
4. Femke Houtvast ·
6. Jaimy Habets ·
7. Yvette Janssen ·
8. Balou Stassen ·
9. Len Hendrix ·
10. Sanne Raven ·
13. Mirre Cremers ·
14. Anique van Malsen ·
15. Lisa Lamber ·
16. Melissa Beaumont ·
17. Luka Vorstenbosch ·
19. Lissy Janssen ·
20. Naomi Starmans ·
21. Aniek Bemelmans ·
Eefje Huijsmans  ·
Coach: Harold Nüsser
· Assistent-coach: Nick Onink
1. Sanne Hekking ·
2. Manon Nicolaes ·
6. Femke Houtvast ·
7. Jaimy Habets ·
8. Balou Stassen ·
9. Len Hendrix ·
10. Sanne Raven ·
13. Mirre Cremers ·
14. Anique van Malsen ·
15. Eefje Huijsmans ·
16. Melissa Beaumont ·
17. Luka Vorstenbosch ·
18. Anne Paquay ·
19. Lissy Janssen ·
20. Naomi Starmans ·
21. Aniek Bemelmans ·
Coach: Karin Damoiseaux
1. Melissa Beaumont ·
2. Manon Nicolaes ·
6. Femke Houtvast ·
7. Jaimy Habets ·
8. Balou Stassen ·
10. Sanne Raven ·
11. Amber Jetten ·
13. Mirre Cremers ·
14. Anique van Malsen ·
15. Eefje Huijsmans ·
16. Dunja Jetten ·
17. Luka Vorstenbosch ·
18. Anne Paquay ·
19. Lissy Janssen ·
20. Naomi Starmans ·
Laura Demandt ·
Carlie Wagt ·
Coach: Karin Damoiseaux
1. Jalissa Kreuze ·
2. Manon Nicolaes ·
4. Laurie Claassen ·
5. Kirsten Hendrix ·
7. Yvette Janssen ·
8. Balou Stassen ·
9. Sharon Geach ·
10. Shannon Erens ·
11. Jaimy Habets ·
13. Mirre Cremers ·
14. Anique van Malsen ·
15. Eefje Huijsmans ·
16. Dunja Jetten ·
17. Luka Vorstenbosch ·
18. Anne Paquay ·
19. Lissy Janssen ·
20. Naomi Starmans ·
Coach: Karin Damoiseaux & Fred Kerbusch
1. Jalissa Kreuze ·
2. Manon Nicolaes ·
3. Linda Dielemans ·
4. Suzanne van de Essen ·
5. Kirsten Hendrix ·
6. Yvette Janssen ·
7. Tara van Geffen ·
8. Balou Stassen ·
10. Shannon Erens ·
11. Jaimy Habets ·
18. Anne Paquay ·
19. Lissy Janssen ·
16. Dunja Jetten ·
20. Inge Duijsings ·
25. Kim Erens ·
27. Esther Bruls ·
28. Laurie Claassen ·
Coach: Karin Damoiseaux & Fred Kerbusch
1. Rianne Schwanen ·
2. Eefje Huijsmans ·
3. Linda Dielemans ·
4. Maud Goossens ·
5.  Isabelle Bemelmans ·
7. Rosie Kicken ·
8. Manon Oomen ·
9. Chantal Kramer ·
10. Michelle Beckers ·
11. Debby van Beek ·
12.  Sofie Nouwen ·
13. Ilona Coenjaerds ·
14. Fanny Knooren ·
15. Vivian Dijkstra ·
17. Bianca Rikers ·
Coach: Ingrid Segers

## Lijst van trainers

### Heren
- 1998–2001:  Jo Smeets
- 2001–2002:  Maurice Canton
- 0000–2002:  Edgar Kuijpers (a.i.)
- 2002–2003:  Jan Majoor
- 2003–2004:  Istvan Bodnar &  Lambert Schuurs (a.i.)
- 2004–2006:  Lou Reubsaet
- 2006–2007:  Gerrit Stavast
- 2007–2008:  Harold Nüsser
- 2008–2010:  Marcel Penners
- 2010–2013:  Richard Curfs
- 2013–2016:  Guido Janssen
- 2016–2019:  Nick Onink
- 2019–2022:  Maurice Canton
- 2022–2023:  Jo Smeets
- 2023–0000:  Richard Curfs

### Dames
- 1998–1999:  Jean Troquet
- 1999–2001:  Lou Reubsaet
- 2001–2002:  Hans Sonnemans
- 2002–2006:  Frank Jacobs
- 2006–2007:  Ingrid Segers
- 0000–2007:  Frits Feuler (a.i.)
- 2007–2008:  Chantalle Ermans
- 2008–2010:  Frank Jacobs
- 2010–2011:  Joep Velraeds
- 0000–2011:  Cor Vincent &  Arthur Huntjens (a.i.)
- 0000–2011:  Eric Brebels (a.i.)
- 2011–2012:  Lou Reubsaet
- 2012–2014:  Peter Creemers
- 2014–2017:  Anita Ruigrok
- 2017–2019:  Karin Logister &  Fred Kerbuch
- 2019–2021:  Karin Logister
- 2021–2023:  Harold Nüsser
- 2023–2024:  Irina Pusic
- 2024–0000:  Karin Logister &  Ine Leunissen (a.i.)
- 2024–heden:  Eefje Huijsmans

## Resultaten

### Heren
- 1999 5e
Eredivisie
- 2000 6e
Eredivisie
- 2001 8e
Eredivisie
- 2002 5e
Eredivisie
- 2003 9e
Eredivisie
- 2004 7e
Eredivisie
- 2005 7e
Eredivisie
- 2006 8e
Eredivisie
- 2007 5e
Eredivisie
- 2008 6e
Eredivisie
- 2009
- 2010 1e
Eerste klasse LB
- 2011 2e
Regioklasse B
- 2012 5e
Hoofdklasse B
- 2013 7e
Tweede divisie B
- 2014 7e
Tweede divisie B
- 2015 4e
Tweede divisie B
- 2016 2e
Tweede divisie B
- 2017 1e
Eerste divisie
- 2018 12e
Eredivisie
- 2019 15e
Eredivisie
- 2020 9e
Eredivisie
- 2021
Eredivisie
- 2022 2e
Eredivisie
- 2023 4e
Eredivisie
- 2024 1e
Eredivisie
- 2025 8e
Eredivisie

- Eredivisie
- Eerste divisie
- Tweede divisie
- Hoofdklasse
- Eerste klasse

### Dames
- 1999 7e
Eerste divisie B
- 2000 2e
Eerste divisie B
- 2001 2e
Eerste divisie B
- 2002 6e
Eerste divisie B
- 2003 3e
Eerste divisie
- 2004 4e
Eerste divisie
- 2005 9e
Eredivisie
- 2006 9e
Eredivisie
- 2007 8e
Eredivisie
- 2008 10e
Eredivisie
- 2009 10e
Eredivisie
- 2010 11e
Eredivisie
- 2011 13e
Eerste divisie
- 2012 12e
Hoofdklasse
- 2013 6e
Hoofdklasse C
- 2014 2e
Hoofdklasse C
- 2015 1e
Hoofdklasse C
- 2016 5e
Tweede divisie B
- 2017 2e
Tweede divisie B
- 2018 1e
Tweede divisie B
- 2019 10e
Eerste divisie
- 2020 3e
Eerste divisie
- 2021
Eredivisie
- 2022 10e
Eredivisie
- 2023 12e
Eredivisie
- 2024 11e
Eerste divisie
- 2025 7e
Eerste divisie

- Eredivisie
- Eerste divisie
- Tweede divisie
- Hoofdklasse

## Toernooien
BFC organiseert een tweetal toernooien in en rond Sportlandgoed De Haamen.

### BFC toernooi
Het BFC toernooi is een vierdaags veldhandbaltoernooi dat gespeeld wordt op de voetbalvelden van De Haamen. In 1979 organiseerde HV Caesar de eerste editie van het BFC Toernooi, dat toendertijd de naam van Caesar droeg. Het toernooi werd eerst op de oude sportvelden van Sportcomplex Proosdijveld-Noord in Beek gehouden, later ging het toernooi naar de velden van De Haamen. In 1998 veranderde na de fusie tussen Blauw-Wit en Caesar de naam in het BFC Toernooi. In 2014 werd OCI Nitrogen hoofdsponsor van het toernooi en werd het toernooi het OCI BFC Toernooi genoemd. In 2022 veranderde het toernooi opnieuw in Smeets Mercedes-Benz BFC Toernooi.

### Peter Verjans Toernooi
Het Peter Verjans Toernooi is een (inter)nationaal B-jeugdtoernooi in sporthal de Haamen. Het toernooi is vernoemd naar Peter Verjans die op 2 september 2001 overleed. Het toernooi wordt in de eerste week van september gehouden. De editie van 2020 is door de coronacrisis niet doorgegaan.
Winnaars
| 2002 | Aalmeer   | SEW        | 2008 | Quintus  | V&L     | 2014 | Bevo HC        | VELO    | 2020 | Geen editie i.v.m. COVID-19 | Geen editie i.v.m. COVID-19 |
| 2003 | TV Weiden | Quintus    | 2009 | BFC      | Quintus | 2015 | Aalsmeer       | VOC     | 2021 | Initia Hasselt              | SEW                         |
| 2004 | Aalsmeer  | SEW        | 2010 | BFC      | VOC     | 2016 | Hercules       | Quintus | 2022 | Sittardia/BFC               | Quintus                     |
| 2005 | BFC       | HS Salland | 2011 | Snelwiek | Quintus | 2017 | Aalsmeer       | Quintus | 2023 | Geen editie                 | Quintus                     |
| 2006 | BFC       | Quintus    | 2012 | Aalsmeer | Quintus | 2018 | Initia Hasselt | Quintus | 2024 | Sporting Pelt               | SEW                         |
| 2007 | V&L       | VOC        | 2013 | Snelwiek | VOC     | 2019 | Initia Hasselt | Quintus |      |                             |                             |

Statistieken
| Aantal | Club           | Jaren                        |
| ------ | -------------- | ---------------------------- |
| 6      | Aalmeer        | 2002, 2004, 2012, 2015, 2017 |
| 6      | BFC            | 2005, 2006, 2009, 2010, 2022 |
| 3      | Initia Hasselt | 2018, 2019, 2021             |
| 2      | Snelwiek       | 2011, 2013                   |
| 1      | TV Weiden      | 2003                         |
| 1      | V&L            | 2007                         |
| 1      | Quintus        | 2008                         |
| 1      | Bevo HC        | 2014                         |
| 1      | Hercules       | 2016                         |
| 1      | Sittardia      | 2022                         |
| 1      | Sporting Pelt  | 2024                         |

| Aantal | Club       | Jaren                                                            |
| ------ | ---------- | ---------------------------------------------------------------- |
| 10     | Quintus    | 2003, 2006, 2009, 2011, 2012, 2016, 2017, 2018, 2019, 2022, 2023 |
| 4      | VOC        | 2007, 2010, 2013, 2015                                           |
| 4      | SEW        | 2002, 2004, 2021, 2024                                           |
| 1      | HS Salland | 2005                                                             |
| 1      | V&L        | 2008                                                             |
| 1      | VELO       | 2014                                                             |

### Limburg Handbal Cup
De Limburg Cup werd voor het eerst georganiseerd in 2017 door BFC. Het toernooi is onderdeel van Platform Limburg Handbal 2.0. Clubs binnen Limburg mogen het toernooi organiseren. Data4 was de naamsponsor van de eerste drie jaren van het toernooi. In 2020 zou Bevo HC het toernooi organiseren, maar het ging niet door vanwege de coronapandemie.
Winnaars
| Jaar | Heren       | Dames       | Organisatie |
| ---- | ----------- | ----------- | ----------- |
| 2017 | BFC         | Venlo       | BFC         |
| 2018 | BFC         | Mainz 05    | BFC         |
| 2019 | Borussia    | Mainz 05    | BFC         |
| 2020 | Geen editie | Geen editie | Bevo HC     |

## Erelijst

### Heren
| Competitie                        | Aantal | Jaren   |
| --------------------------------- | ------ | ------- |
| Nationaal                         |        |         |
| Eredivisie (reguliere competitie) | 1x     | 2023/24 |
| Eerste divisie                    | 1x     | 2016/17 |
| Regionaal                         |        |         |
| Eerste Klasse Limburg             | 1x     | 2009/10 |
| Regionale Beker Limburg           | 1x     | 2009/10 |

### Dames
| Nationaal      |    |         |
| Tweede divisie | 1x | 2017/18 |
| Hoofdklasse    | 1x | 2014/15 |